# Rosie Brennan
Rosie Brennan (* 2. Dezember 1988 in Park City, Utah) ist eine US-amerikanische Skilangläuferin.

## Werdegang
Brennan nimmt seit 2005 an der US-Super Tour teil. Dabei holte sie bisher 20 Siege und belegte in der Saison 2013/14 den zweiten Platz in der Gesamtwertung. 2012/13 und 2014/15 gewann sie die Tourgesamtwertung. Ihr erstes Weltcuprennen lief sie im Januar 2009 in Vancouver, welches sie auf dem 34. Platz im Sprint beendete. 2013 wurde sie nationale Meisterin über 10 km Freistil. Im Februar 2014 belegte sie beim American Birkebeiner den dritten Platz. Ihre ersten Weltcuppunkte holte sie im Januar 2015 in Rybinsk mit den Plätzen 20 im Skiathlon und 13 über 10 km Freistil. Bei den US-amerikanischen Meisterschaften 2015 in Houghton gewann sie dreimal Gold und einmal Bronze. Bei den Nordischen Skiweltmeisterschaften 2015 in Falun kam sie auf den 30. Platz im Skiathlon, den 16. Platz im 30-km-Massenstartrennen und den vierten Rang mit der Staffel. Nach Platz 34 bei der Weltcup Minitour in Ruka zu Beginn der Saison 2015/16 erreichte sie in Lillehammer mit dem dritten Platz mit der Staffel ihre erste Podestplatzierung im Weltcup. Im weiteren Saisonverlauf errang sie den 32. Platz bei der Tour de Ski 2016 und den 24. Platz bei der Ski Tour Canada und kam damit auf den 54. Platz im Gesamtweltcup. In der folgenden Saison belegte sie den 41. Platz bei der Weltcup Minitour in Lillehammer und den 28. Rang bei der Tour de Ski 2016/17. Beim Saisonhöhepunkt den Nordischen Skiweltmeisterschaften 2017 in Lahti kam sie auf den 32. Platz über 10 km klassisch und auf den 28. Platz im Skiathlon. Zum Saisonende gelang ihr beim Weltcup-Finale in Québec der 42. Platz und erreichte abschließend den 65. Platz im Gesamtweltcup. In der Saison 2017/18 errang sie den 28. Platz beim Ruka Triple und den 24. Platz bei der Tour de Ski 2017/18. Bei den Olympischen Winterspielen 2018 in Pyeongchang lief sie auf den 58. Platz im Skiathlon.
In der Saison 2018/19 belegte Brennan den 15. Platz beim Lillehammer Triple und den 39. Rang beim Weltcupfinale in Québec und erreichte damit den 38. Platz im Gesamtweltcup und den 27. Rang im Distanzweltcup. Dabei errang sie in Davos mit dem sechsten Platz über 10 km Freistil ihre erste Top-Zehn-Platzierung im Weltcupeinzel. Ihre besten Platzierungen bei den nordischen Skiweltmeisterschaften 2019 in Seefeld in Tirol waren der zehnte Platz im Skiathlon und der fünfte Rang mit der Staffel. Nach Platz zehn beim Ruka Triple und Rang zwei mit der Staffel in Lillehammer zu Beginn der Saison 2019/20, errang sie den 15. Platz bei der Tour de Ski 2019/20 und den 12. Platz bei der Skitour. Sie erreichte damit den 17. Platz im Gesamtweltcup und den 14. Rang im Distanzweltcup. Zu Beginn der Saison 2020/21 wurde sie Fünfte beim Ruka Triple. Dabei erreichte sie mit der drittschnellsten Zeit in der Verfolgung ihre erste Podestplatzierung im Weltcupeinzel. Beim folgenden Weltcup in Davos holte sie im Sprint und über 10 km Freistil ihre ersten Weltcupsiege und errang bei der Tour de Ski 2021 mit fünf Top-Zehn-Platzierungen, darunter zwei zweite Plätze, den sechsten Platz in der Tourwertung. Ihre besten Platzierungen bei den Nordischen Skiweltmeisterschaften in Oberstdorf waren der 17. Platz über 10 km Freistil und der vierte Rang mit der Staffel. Zum Saisonende lief sie im Engadin auf den 14. Platz im 10-km-Massenstartrennen und auf den 12. Rang in der Verfolgung und erreichte abschließend den neunten Platz im Sprintweltcup und jeweils den vierten Platz im Gesamtweltcup und Distanzweltcup.
In der Saison 2021/22 kam Brennan im Weltcupeinzel neunmal unter die ersten Zehn und belegte damit den 14. Platz im Gesamtweltcup. Zudem siegte sie dreimal bei der US Super Tour und beim Weltcup in Falun mit der Mixed-Staffel. Beim Saisonhöhepunkt, den Olympischen Winterspielen 2022 in Peking, kam sie im 30-km-Massenstartrennenrennen und mit der Staffel jeweils auf den sechsten Platz und im Teamsprint auf den fünften Rang.

## Erfolge

### Weltcupsiege im Einzel
| Nr. | Datum             | Ort   | Disziplin                      |
| --- | ----------------- | ----- | ------------------------------ |
| 1.  | 12. Dezember 2020 | Davos | 1,5 km Sprint Freistil         |
| 2.  | 13. Dezember 2020 | Davos | 10 km Freistil Individualstart |

### Weltcupsiege im Team
| Nr. | Datum         | Ort   | Disziplin                         |
| --- | ------------- | ----- | --------------------------------- |
| 1.  | 13. März 2022 | Falun | 4 × 5 km Mixed-Staffel Freistil 1 |

### Siege bei Continental-Cup-Rennen
| Nr. | Datum             | Ort              | Disziplin                   | Serie         |
| --- | ----------------- | ---------------- | --------------------------- | ------------- |
| 1.  | 27. März 2012     | Craftsbury       | Sprint klassisch            | US Super Tour |
| 2.  | 23. November 2012 | West Yellowstone | 10 km Freistil              | US Super Tour |
| 3.  | 4. Januar 2013    | Midway           | 10 km Freistil 1            | US Super Tour |
| 4.  | 19. Januar 2013   | Wirth Park       | 5 km Freistil               | US Super Tour |
| 5.  | 26. Januar 2013   | Minneapolis      | 5 km klassisch              | US Super Tour |
| 6.  | 27. Januar 2013   | Minneapolis      | 10 km Verfolgung            | US Super Tour |
| 7.  | 8. Februar 2013   | Aspen            | Sprint klassisch            | US Super Tour |
| 8.  | 9. Februar 2013   | Aspen            | 5 km klassisch              | US Super Tour |
| 9.  | 16. Februar 2013  | Madison          | Sprint klassisch            | US Super Tour |
| 10. | 8. Februar 2014   | Craftsbury       | 15 km klassisch             | US Super Tour |
| 11. | 15. Februar 2014  | St. Paul         | 10 km klassisch Mst.        | US Super Tour |
| 12. | 29. November 2014 | West Yellowstone | 10 km Freistil              | US Super Tour |
| 13. | 6. Dezember 2014  | Bozeman          | Sprint klassisch            | US Super Tour |
| 14. | 7. Dezember 2014  | Bozeman          | 10 km klassisch Mst.        | US Super Tour |
| 15. | 5. Januar 2015    | Houghton         | Sprint klassisch 2          | US Super Tour |
| 16. | 8. Januar 2015    | Houghton         | 20 km klassisch Mst. 2      | US Super Tour |
| 17. | 10. Januar 2015   | Houghton         | Sprint Freistil 2           | US Super Tour |
| 18. | 4. Januar 2022    | Midway           | 20 km Freistil Mst. 2       | US Super Tour |
| 19. | 15. Januar 2022   | Sun Valley       | 5 km Freistil               | US Super Tour |
| 20. | 16. Januar 2022   | Sun Valley       | 10 km klassisch Massenstart | US Super Tour |

## Teilnahmen an Weltmeisterschaften und Olympischen Winterspielen

### Olympische Spiele
- 2018 Pyeongchang: 58. Platz 15 km Skiathlon
- 2022 Peking: 5. Platz Teamsprint klassisch, 6. Platz Staffel, 6. Platz 30 km Freistil Massenstart

### Nordische Skiweltmeisterschaften
- 2015 Falun: 4. Platz Staffel, 16. Platz 30 km klassisch Massenstart, 30. Platz 15 km Skiathlon
- 2017 Lahti: 28. Platz 15 km Skiathlon, 32. Platz 10 km klassisch
- 2019 Seefeld in Tirol: 5. Platz Staffel, 10. Platz 15 km Skiathlon, 16. Platz 30 km Freistil Massenstart, 24. Platz 10 km klassisch
- 2021 Oberstdorf: 4. Platz Staffel, 5. Platz Teamsprint Freistil, 17. Platz 10 km Freistil, 34. Platz Sprint klassisch
- 2023 Planica: 5. Platz Staffel, 5. Platz 30 km klassisch Massenstart, 7. Platz Sprint klassisch, 15. Platz 10 km Freistil, 19. Platz 15 km Skiathlon
- 2025 Trondheim: 8. Platz Staffel, 22. Platz 10 km klassisch, 30. Platz Sprint Freistil

## Platzierungen im Weltcup

### Weltcup-Statistik
Die Tabelle zeigt die erreichten Platzierungen im Einzelnen.
- 1.–3. Platz: Anzahl der Podiumsplatzierungen
- Top 10: Anzahl der Platzierungen unter den ersten zehn
- Punkteränge: Anzahl der Platzierungen innerhalb der Punkteränge
- Starts: Anzahl gelaufener Rennen in der jeweiligen Disziplin
- Hinweis: Bei den Distanzrennen erfolgt die Einordnung gemäß FIS.

| Platzierung               | Distanzrennen a | Distanzrennen a | Distanzrennen a | Distanzrennen a | Distanzrennen a | Skiathlon Verfolgung | Sprint | Etappen- rennen b | Gesamt | Team   | Team    |
| Platzierung               | ≤ 5 km          | ≤ 10 km         | ≤ 15 km         | ≤ 30 km         | > 30 km         | Skiathlon Verfolgung | Sprint | Etappen- rennen b | Gesamt | Sprint | Staffel |
| ------------------------- | --------------- | --------------- | --------------- | --------------- | --------------- | -------------------- | ------ | ----------------- | ------ | ------ | ------- |
| 1. Platz                  |                 | 1               |                 |                 |                 |                      | 1      |                   | 2      |        | 1       |
| 2. Platz                  |                 | 3               |                 |                 |                 | 2                    |        |                   | 5      |        | 1       |
| 3. Platz                  |                 | 1               |                 | 2               |                 | 1                    | 1      |                   | 5      | 1      | 3       |
| Top 10                    |                 | 28              | 1               | 8               | 1               | 9                    | 8      | 4                 | 59     | 3      | 11      |
| Punkteränge               | 1               | 58              | 6               | 13              | 3               | 29                   | 54     | 12                | 176    | 4      | 12      |
| Starts                    | 8               | 77              | 9               | 19              | 3               | 43                   | 87     | 19                | 265    | 4      | 12      |
| Stand: Saisonende 2024/25 |                 |                 |                 |                 |                 |                      |        |                   |        |        |         |

### Weltcup-Gesamtplatzierungen
| Saison  | Gesamt | Gesamt | Distanz | Distanz | Sprint | Sprint |
| Saison  | Punkte | Platz  | Punkte  | Platz   | Punkte | Platz  |
| ------- | ------ | ------ | ------- | ------- | ------ | ------ |
| 2014/15 | 31     | 87.    | 31      | 56.     | -      | -      |
| 2015/16 | 59     | 54.    | 31      | 43.     | -      | -      |
| 2016/17 | 64     | 65.    | 49      | 47.     | 3      | 82.    |
| 2017/18 | 106    | 55.    | 52      | 45.     | 20     | 54.    |
| 2018/19 | 175    | 38.    | 127     | 27.     | 16     | 54.    |
| 2019/20 | 553    | 17.    | 313     | 14.     | 58     | 35.    |
| 2020/21 | 919    | 4.     | 484     | 4.      | 185    | 9.     |
| 2021/22 | 491    | 14.    | 311     | 10.     | 180    | 12.    |
| 2022/23 | 1546   | 4.     | 860     | 6.      | 431    | 16.    |
| 2023/24 | 2019   | 7.     | 1221    | 7.      | 624    | 10.    |
| 2024/25 | 457    | 40.    | 305     | 30.     | 152    | 37.    |